# Hurry Go Round
A Hurry Go Round hide japán gitáros és énekes tizenegyedik szóló kislemeze, és a negyedik a Ja, Zoo című albumról. 1998. október 21-én jelent meg, az előadó halálát követően. 2. helyezett volt az Oricon slágerlistáján, és 567 890 eladott példánnyal az év 41. legsikeresebb kislemeze volt, platina minősítést szerzett.
2007. május 2-án újra kiadták. 2010. április 28-án hanglemez formátumban is megjelent.

## Háttér

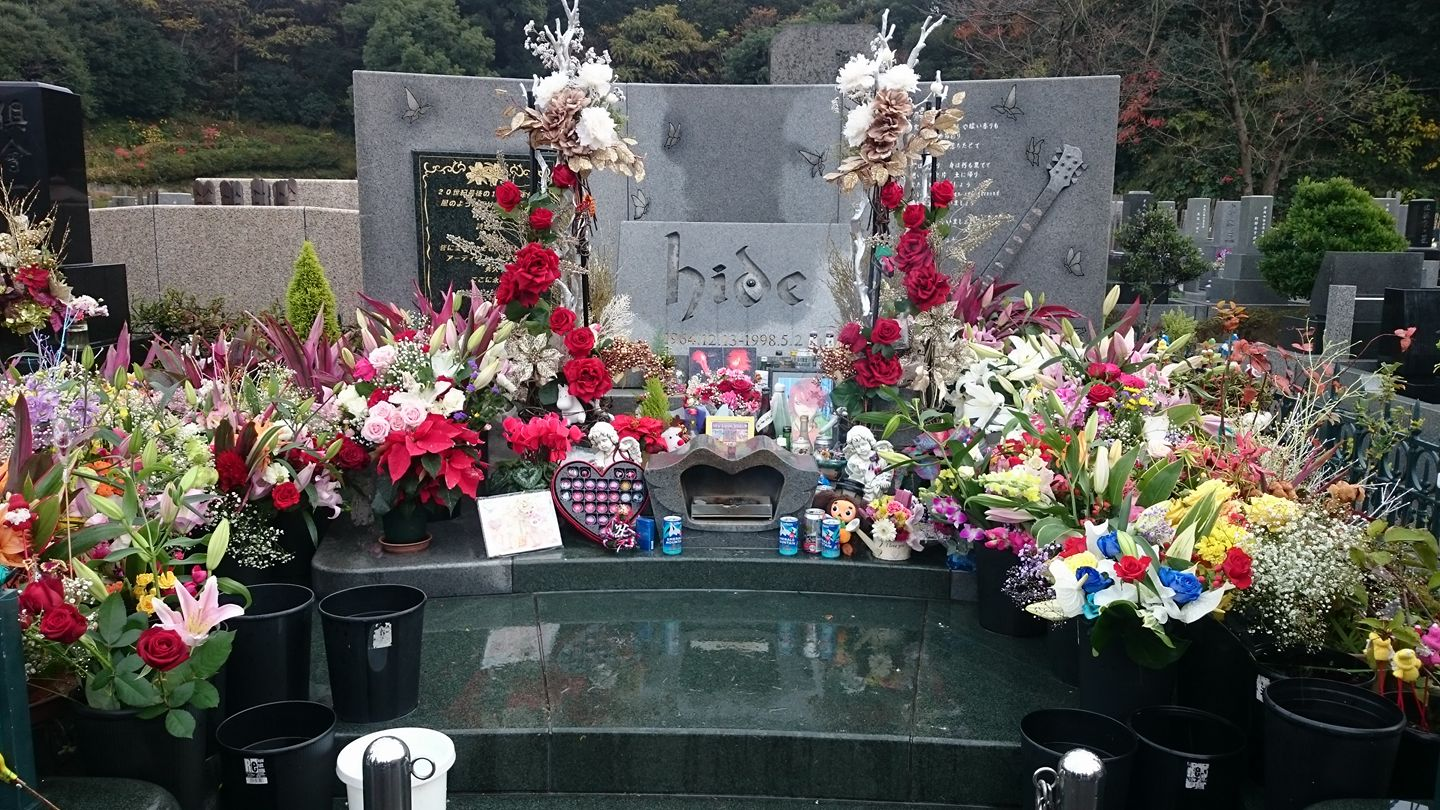
A Hurry Go Round dalszövege olvasható hide sírkövén.

2016-ban a Visual Japan Summit során Teru, a Glay énekese úgy nyilatkozott, hogy a dalt az ő együttesük However című 1997-ben megjelent száma ihlette.
A dal hide halálakor befejezetlen maradt. Eric Westfall, a Ja, Zoo album egyik hangmérnöke szerint hide halálát követően egy héttel ő és I.N.A próbálták befejezni a dalt, ami érzelmileg nagyon megterhelő folyamat volt a számukra, a könnyeikkel küszködtek. I.N.A hide korábbi hangfelvételei alapján fejezte be a vokált a dalban.
A Hurry Go Round dalszövege olvasható hide sírkövén, a jobb felső sarokban.
A Ruróni Kensin manga 251. fejezetének címe Hurry Go Round, amit a dal után kapott. Vacuki Nobuhiro sokat hallgatta a dalt rajzolás közben és úgy érezte, a dal jól illik a szereplőkhöz.

## Számlista
Az összes szám szerzője hide. 
| #  | Cím                                | Hossz |
| -- | ---------------------------------- | ----- |
| 1. | Hurry Go Round                     | 5:04  |
| 2. | Hurry Go Round (Voiceless Version) | 5:01  |